# Американская академия драматического искусства
Америка́нская акаде́мия драмати́ческого иску́сства (англ. American Academy of Dramatic Arts) — американское высшее учебное заведение c двухлетней программой обучения, занимается подготовкой профессиональных актёров. Основана в 1884 году, находится в Нью-Йорке.
В 1963 году школа переехала на Мэдисон-авеню в центре Манхэттена в историческое здание, спроектированное архитектором эпохи американского ренессанса Стэнфордом Уайтом для частного женского клуба «Colony Club». 
В 1974 году открыт филиал в Калифорнии, в настоящее время расположен в Голливуде.

## История
Старейшая школа актерского мастерства в англоязычном мире, академия в Нью-Йорке была основана в 1884 году Франклином Хейвеном Сарджентом, выпускником Гарвардского университета и профессором речи и красноречия. Идея Сарджента состояла в том, чтобы создать школу, которая могла подготовить актеров к сцене. Первым местом, где находилась школа, был Lyceum Theater на Южная Парк-авеню. В 1963 году школа переехала в текущее здание, спроектированное американским архитектором эпохи Возрождения Стэнфордом Уайтом для Colony Club.
В 1974 году академия открыла еще один кампус в Пасадене, штат Калифорния, что сделало ее единственной профессиональной школой подготовки актеров в обоих крупных центрах американских развлечений. Кампус Лос-Анджелеса переехал из Пасадены в Голливуд в 2001 году в новое здание рядом с участком компании Джима Хенсона.

## Известные выпускники
См. категорию «Выпускники Американской академии драматического искусства».